# Zeenat Karzai
Zeenat Quraishi Karzai ((Kandahar, Afganistán, 1970) es la esposa del expresidente Hamid Karzai afgano y fue primera dama de Afganistán de 2001 a 2014. Originaria de la ciudad de Kandahar, se mudó a Kabul, donde vive en Arg, el palacio presidencial, con su marido y sus cuatro hijos.

## Biografía
Hija de un funcionario público, Zenat Karzai se mudó a Kabul después de la secundaria para asistir a la Universidad de Kabul. Zeenat Karzai es ginecóloga de profesión y trabajó en hospitales tratando a refugiados afganos en Pakistán antes de casarse con Hamid Karzai. De origen pastún, Zenat Karzai pertenece al linaje familiar Quraish, y su marido es de la tribu popalzai. Pariente lejana de Hamid Karzai,.la pareja tiene un hijo y tres hijas. En 1993, ella y su familia escaparon de la guerra civil a Quetta, Baluchistán, Pakistán.

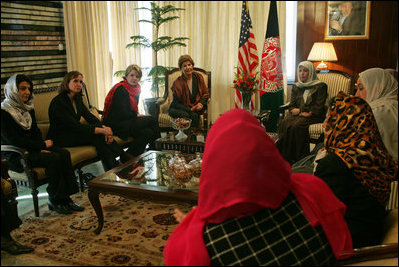
Zeenat Karzai con Laura Bush, entonces primera dama de Estados Unidos, conversando con otras mujeres.

Para ser un presidente al que se le atribuye haber ayudado a las mujeres afganas a recuperar sus derechos civiles,
Hamid Karzai es criticado por ser demasiado conservador con su propia esposa. Muchos acusan al presidente afgano de mantener a la primera dama fuera del alcance de los medios de comunicación por temor a las críticas de los mulás conservadores y de los líderes religiosos.